# Goduša (Bijelo Polje)
Pour les articles homonymes, voir Goduša.
Goduša (en serbe cyrillique: Годуша) est un village du nord-est du Monténégro, dans la municipalité de Bijelo Polje.

## Démographie

### Évolution historique de la population[1]
| 1948 | 1953 | 1961 | 1971 | 1981 | 1991 | 2003 |
| ---- | ---- | ---- | ---- | ---- | ---- | ---- |
| 872  | 949  | 957  | 927  | 879  | 625  | 481  |